# 弗利 (阿拉巴马州)
弗利（英語：Foley），是美国阿拉巴马州下属的一座城市。面积约为25.77平方英里（约合66.73平方公里）。根据2010年美国人口普查，该市有人口14,618人，人口密度为567.36/平方英里（约合219.06/平方公里）。